# 列姆尤河
列姆尤河（羅馬化：Lemʺyu）是俄羅斯的河流，屬於伯朝拉河的左支流，由科米共和國負責管轄，河道全長197公里，流域面積4,310平方公里，河水主要來自融雪，該河下游被用作浮運木材。